# West-Terschelling
West-Terschelling (fryz. West-Skylge) – wieś w północnej Holandii, we Fryzji, położona na wyspie Terschelling. Ośrodek administracyjny gminy Terschelling. Miejscowość jest największa na wyspie.

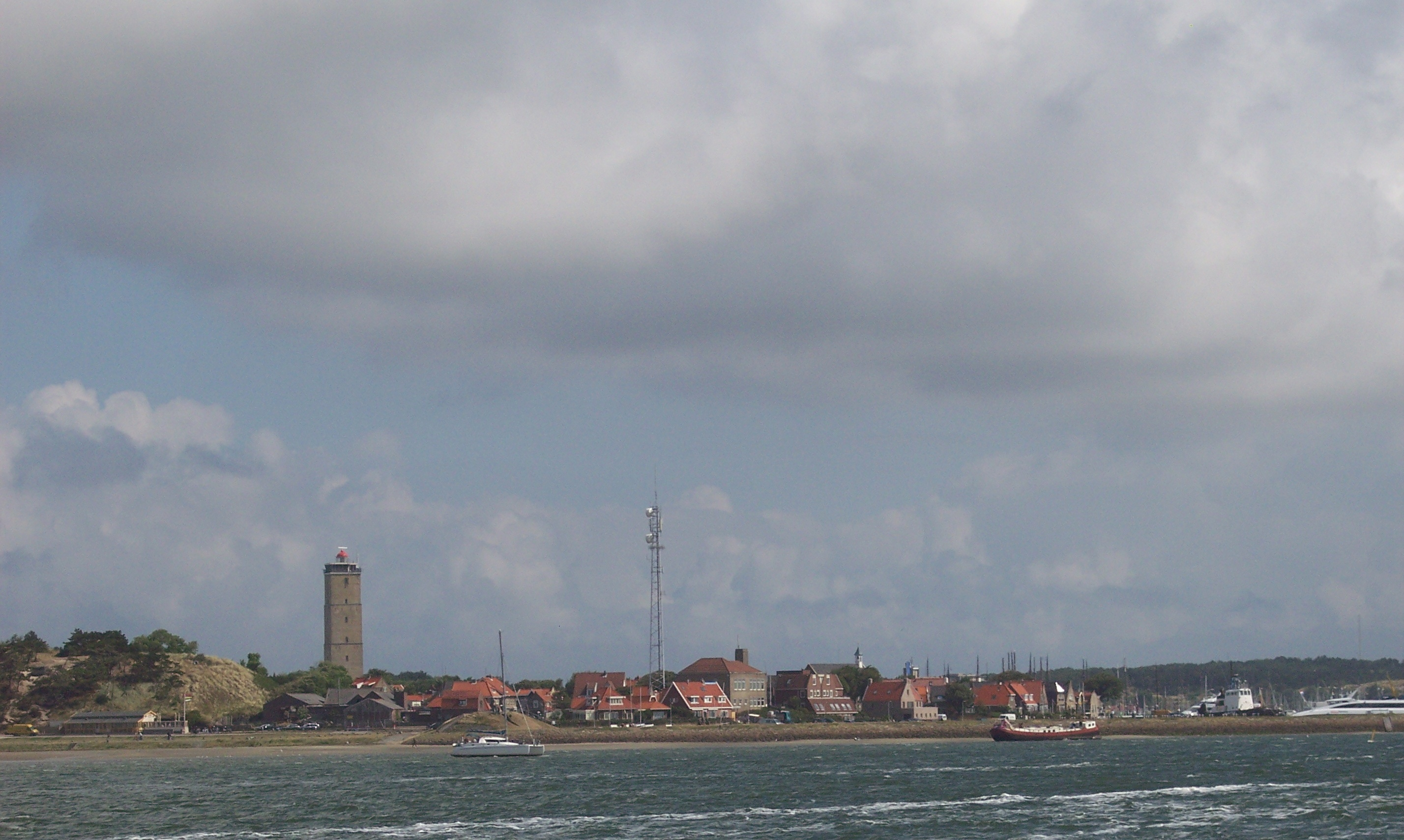
Widok na wieś z Morza Wattowego